# Les Cinq Sens (essai)
Pour les articles homonymes, voir Les Cinq Sens (homonymie).
Les Cinq Sens est un essai de Michel Serres paru en 1985 aux Éditions Grasset.
Il est sous-titré Philosophie des corps mêlés. Il a  reçu le Prix Médicis essai en 1986, a été réédité en 1998 chez Hachette et chez Fayard en 2014.
Michel Serres présente son essai comme « une réintégration du monde dans le langage naturel »; il y fait l'éloge du peintre Bonnard. Il se demande si nous n'avons pas un sixième sens : « Il faut bien un sixième sens, par lequel le sujet se retourne sur soi et le corps sur le corps, sens commun ou sens interne ».